# The Vincerin Princess
|  | Denne artikel er oprettet af botten PalnaBot ud fra en ekstern database. Den kan derfor have sproglige fejl eller mangler. Denne skabelon kan fjernes efter kontrol af indholdet. |

The Vincerin Princess er en film instrueret af Henric Wallmark.

## Handling
De harmløse indbyggere i en munter bliver angrebet i hvad der på overfladen ligner en tilfældig og meningsløs voldsepisode. Men er angrebet i realiteten uden mening?